# Murailles de Gavorrano
Les murailles de Gavorrano (en italien : Mura di Gavorrano), forment le système défensif du village de Gavorrano (province de Grosseto), en Toscane
.

## Histoire
Les murailles ont été construites au XIIe siècle, lorsque le contrôle du centre de Gavorrano était partagé entre les évêques du nouveau diocèse de Grosseto et la famille Alberti de Mangona.
Au XIVe siècle, la structure défensive a été restructurée par la république de Sienne qui l'ont renforcée avec quelques tours de guet. Depuis la seconde moitié du XVIIe siècle, une partie de l'enceinte préexistante de la ville s'est dégradée.
Dans la seconde moitié du XXe siècle, une série de restaurations a permis une récupération discrète des murs médiévaux.

## Description
Les murailles de Gavorrano délimitent presque entièrement le village d'origine médiévale.
Plusieurs pans de mur-rideau recouverts principalement de grès sont conservés, qui se caractérisent par les éléments stylistiques typiques du Moyen Âge. Le long des murs, il y a des tours de guet à section quadrangulaire, datant de la période comprise entre les XIIIe et XIVe siècles. L'accès au village se fait par une porte en arc en plein cintre caractéristique.

## Galerie

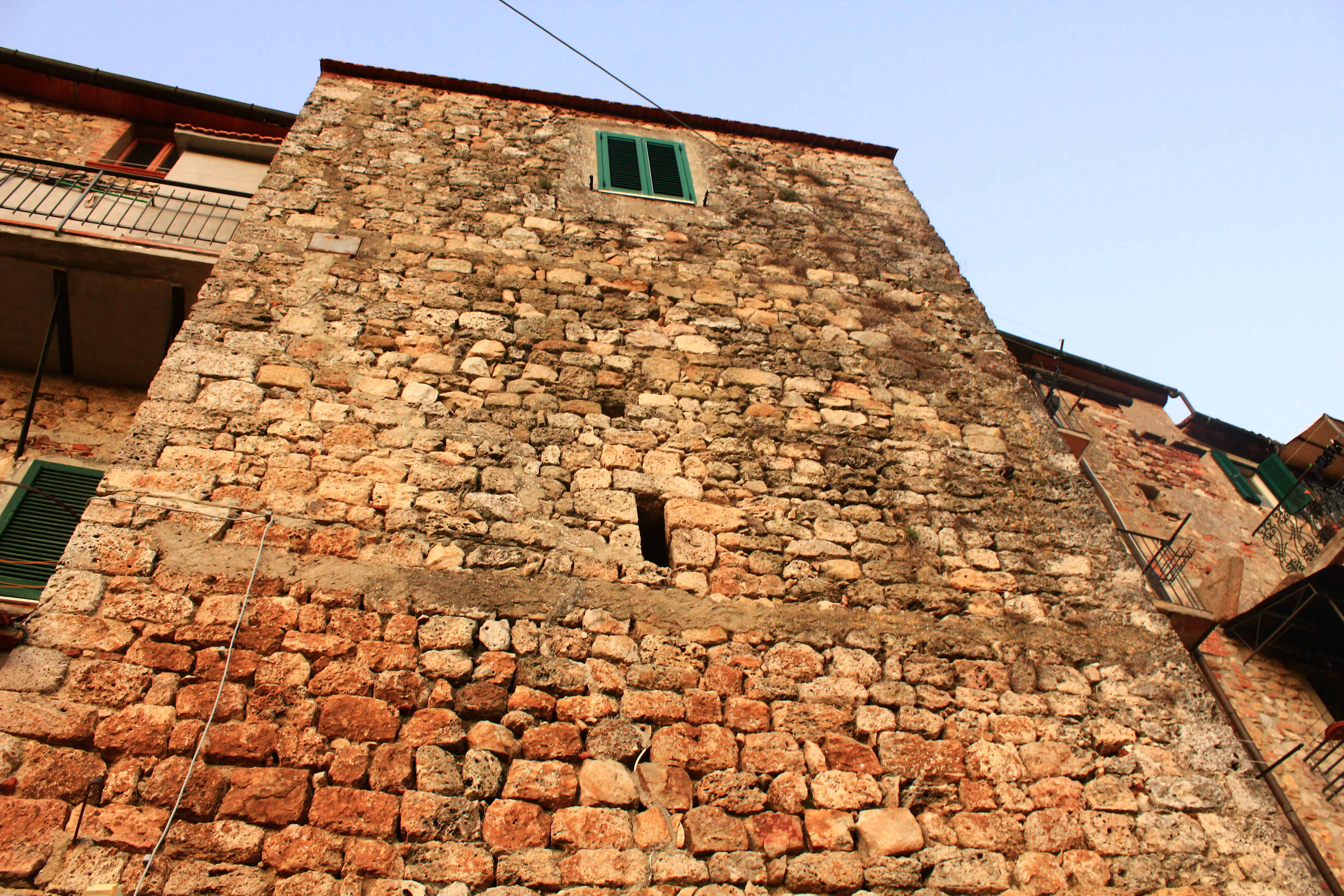
Une tour de guet.
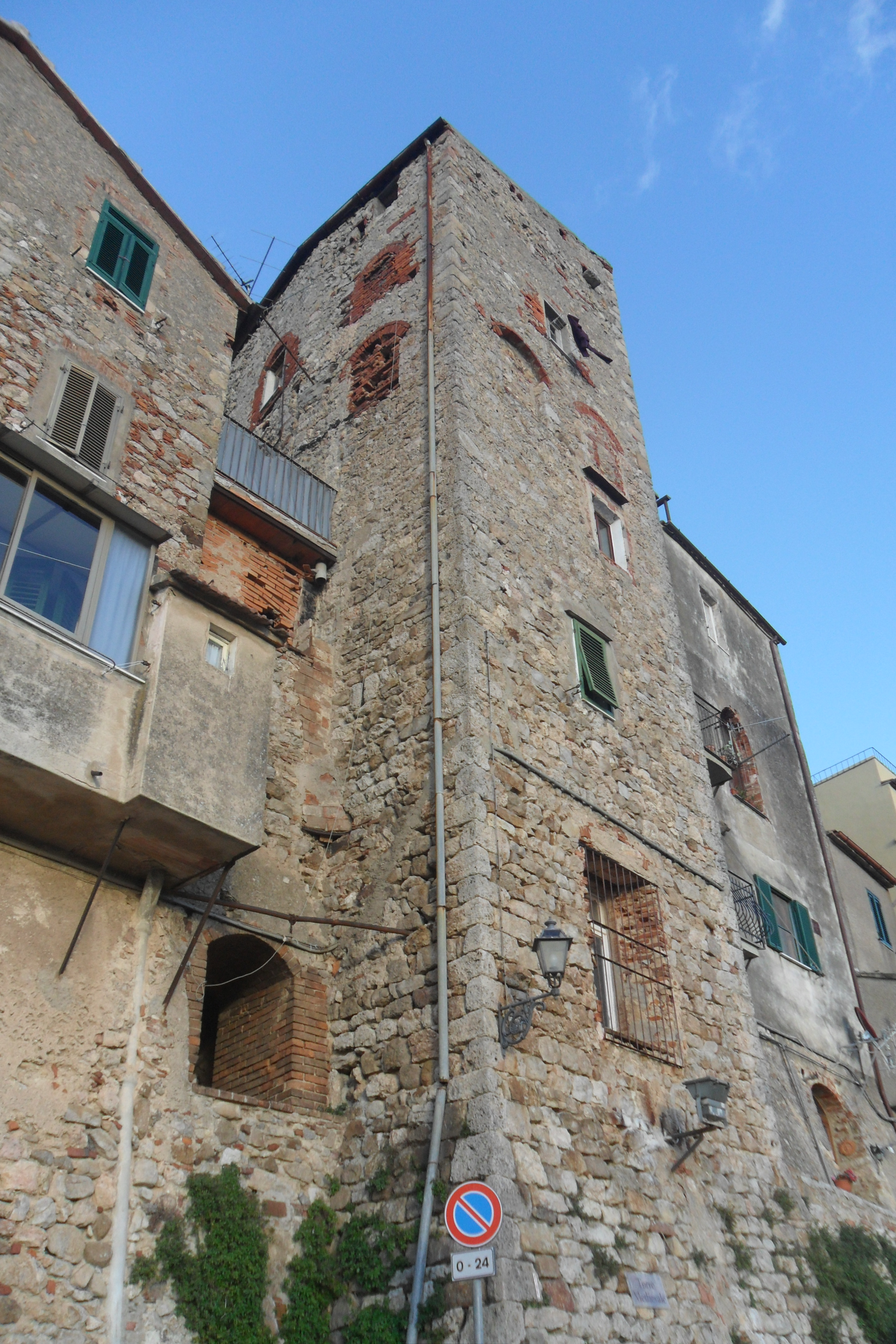
Une autre tour.